# Ermetus inopinabilis
Ermetus inopinabilis là một loài nhện trong họ Mimetidae. Chúng được miêu tả năm 2008 bởi Ponomarev.